# Myzopoda aurita
Myzopoda aurita é uma espécie de morcego da família Myzopodidae. É uma espécie endémica de Madagáscar. Está ameaçada por perda de habitat.